# Bifobija
Bifobija je odbojnost prema biseksualnosti i prema biseksualnim ljudima kao društvenoj skupini ili kao pojedincima. Može imati oblik poricanja da je biseksualnost istinska seksualna orijentacija ili oblik negativnih stereotipa o ljudima koji su biseksualni (poput uvjerenja da su promiskuitetni ili nepošteni). Ljudi bilo koje seksualne orijentacije mogu doživjeti ili produžiti bifobiju.

## Etimologija i upotreba
Bifobija je stopljenica oblikovana pojmom homofobija. Izvodi se od prefiksa bi- (što znači "dva") od biseksualca i korijena -fobija (od grčkog, phóbos, "strah") koji se nalazi u riječi homofobija. Zajedno s transfobijom i homofobijom, bifobija je jedan izraza iz skupine izraza koji se koriste za opisivanje netolerancije i diskriminacije LGBT osoba. Pridjevski oblik bifobijski opisuje stvari ili osobine povezane s bifobijom, a imenica bifob rjeđe opisuje ljude za koje se misli da gaje bifobiju.
Izraz bifobija prvi put je uveo znanstvenik Kathleen Bennett 1992. godine, a koji je imao značenje "predrasuda protiv biseksualnosti"  i "ocrnjivanje biseksualnosti kao životnog izbora".  Naknadno je definiran kao "bilo koji prikaz ili diskurs koji ocrnjuje ili kritizira muškarce ili žene samo zbog njihove pripadnosti ovom [biseksualnom] socioseksualnom identitetu ili im odbija pravo da to polažu".
Bifobija ne mora biti fobija kako je definirana u kliničkoj psihologiji (tj. Anksiozni poremećaj). Njegovo značenje i upotreba u korelaciji su sa značenjem ksenofobije. 

## Oblici

### Poricanje i brisanje
Bifobija može navesti ljude da negiraju da je biseksualnost stvarna, tvrdeći da ljudi koji se identificiraju kao biseksualci nisu istinski biseksualni ili da je taj fenomen daleko rjeđi nego što tvrde. Jedan oblik ovog poricanja temelji se na heteroseksističkom gledištu da je heteroseksualnost jedina istinska ili prirodna seksualna orijentacija. Prema tome, sve što odstupa od toga je ili psihološka patologija ili primjer antisocijalnog ponašanja. U tim su slučajevima homofobija i bifobija uglavnom jednaki. 
Drugi oblik poricanja proizlazi iz binarnih pogleda na seksualnost koji pretpostavljaju da su ljudi monoseksualni, tj. homoseksualni (homoseksualci/lezbijke) ili heteroseksualniI. Tijekom 1980-ih modernim istraživanjima seksualnosti dominirala je ideja da su heteroseksualnost i homoseksualnost jedine legitimne orijentacije, odbacujući biseksualnost kao "sekundarnu homoseksualnost". U tom se modelu pretpostavlja da su biseksualci ili prikrivene lezbijke / homoseksualne osobe koje žele izgledati heteroseksualno ili osobe ("bilo koje" orijentacije) koje eksperimentiraju sa seksualnošću izvan svog "normalnog" interesa. Maksime poput "ljudi su ili homoseksualci, heteroseksualci ili lažu" utjelovljuju ovaj dihotomni pogled na seksualnu orijentaciju.
Neki ljudi prihvaćaju teoretsko postojanje biseksualnosti, ali ga definiraju usko, kao samo jednaku privlačnost i prema muškarcima i prema ženama. Stoga su mnoge biseksualne osobe s nejednakim privlačnostima prema svom i suprotnom spolu umjesto toga kategorizirane ili kao homoseksualne ili heteroseksualne. Drugi priznaju postojanje biseksualnosti kod žena, ali negiraju da muškarci mogu biti biseksualci.
Neka poricanja tvrde da je biseksualno ponašanje ili identitet puki društveni trend - što ilustrira "biseksualni šik" ili savijanje spola - a ne suštinska osobina ličnosti. Za seksualne aktivnosti unutar istog spola tvrde da su samo zamjena za seks s pripadnicima suprotnog spola ili kao pristupačniji izvor seksualnog zadovoljstva. Kao primjer takvog ponašanja predstavljena je situacijska homoseksualnost u spolno odvojenim okruženjima.
Bifobija je česta u heteroseksualnoj zajednici, ali je česta i kod homoseksualaca i lezbijki, obično s idejom da biseksualci mogu izbjeći ugnjetavanje od heteroseksualaca jer zadovoljavaju društvena očekivanja u pogledu ljubavne veze i seksa s osobama suprotnog spola. To ostavlja neke koji se identificiraju kao biseksualne da se percipiraju kao "nedovoljno ni jedno ni drugo" ili "ne stvarno". Australijsko istraživanje koje su 2016. proveli Roffee i Waling utvrdilo je da su se biseksualne osobe suočavale s mikroagresijom, maltretiranjem i drugim antisocijalnim ponašanjem ljudi iz lezbijske i homoseksualne zajednice.
Biseksualno brisanje (također se naziva i biseksualna nevidljivost) pojava je koja izostavlja, falsificira ili ponovno objašnjava dokaze o biseksualnosti u povijesti, akademskoj zajednici, vijestima i drugim primarnim izvorima, ponekad poanta poricanja da biseksualnost postoji.

### Navodi da su biseksualni muškarci homofobični
Jedan od uzroka bifobije u homoseksualnoj muškoj zajednici je taj što postoji identitetska politička tradicija koja pretpostavlja da je prihvaćanje muške homoseksualnosti povezano s uvjerenjem da je muška seksualnost specijalizirana. Zbog toga mnogi pripadnici homoseksualne muške zajednice pretpostavljaju da je sama ideja da muškarci mogu biti biseksualni homofobična prema homoseksualcima. Brojni biseksualni muškarci smatraju da ih takvi stavovi prisiljavaju da svoju biseksualnost drže u ormaru i da je čak i opresivnija od tradicionalne heteronormativnosti. Ti muškarci tvrde da homoseksualna muška zajednica ima što naučiti o poštovanju pojedinca iz lezbijske zajednice u kojoj ne postoji jaka tradicija pretpostavljanja veza između predodžbi o podrijetlu seksualnih sklonosti i njihovog prihvaćanja. Takva stajališta podržavaju i neki homoseksualci koji ne vole analni seks i tvrde da se osjećaju maltretiranima zbog pretpostavke drugih homoseksualaca da je njihova nenaklonost prema analnom seksu "homofobična" i da žele više poštovanja individualnosti u kojoj homoseksualac koji sebe ne mrzi možda jednostavno ne voli analni seks i umjesto toga preferira druge seksualne činove poput međusobnog felacija i uzajamne muške masturbacije.

### Tvrdnje biseksualaca koji se prilagođavaju heteronormativnosti
Neki oblici predrasuda prema biseksualcima su tvrdnje da je biseksualnost pokušaj progonjenih homoseksualaca da se prilagode heteronormativnim društvima usvajanjem biseksualnog identiteta. Biseksualci i istraživači koji proučavaju situaciju biseksualaca kritiziraju takve tvrdnje zbog lažne pretpostavke da će istospolne veze nekako izbjeći progon u heteronormativnim kulturama jednostavnom identifikacijom kao biseksualne umjesto homoseksualne. Ovi istraživači navode da sve zemlje koje imaju zakone protiv spola među ljudima istog spola daju istu kaznu bez obzira na to koju seksualnu orijentaciju ljudi proglašavaju krivima, da bilo koja zemlja u kojoj je istospolni brak ilegalan nikada ne dopušta brakove između ljudi istog spola spol bez obzira identificiraju li se kao biseksualni umjesto homoseksualni i da zakoni protiv "homoseksualnih" muških darivatelja krvi uvijek zabranjuju svakom muškarcu koji je imao spolne odnose s drugim muškarcima davanje krvi, bez obzira na to identificira li se kao homoseksualac ili biseksualac. Zaključak ovih istraživača jest da budući da društvena korist nema ako se identificira biseksualna umjesto homoseksualna, tvrdnja da su biseksualci homoseksualci koji se pokušavaju prilagoditi heteronormativnom društvu jednostavno je lažna i bifobična i uzrokuje dvospolne dvostruke diskriminacija iz LGBT i heteronormativnog društva koja je gora od jednosmjerne diskriminacije iz heteronormativnog društva s kojom se suočavaju homoseksualci. Također se tvrdi da takva dvosmjerna diskriminacija uzrokuje da mnogi biseksualci skrivaju svoju biseksualnost u još većoj mjeri nego što homoseksualci skrivaju svoju seksualnost, što dovodi do podcjenjivanja rasprostranjenosti biseksualnosti, posebno kod muškaraca za koje takve pretpostavke da su "stvarno potpuno homoseksualci" su najzastupljeniji.

## Negativni stereotipi
Mnogi stereotipi o ljudima koji se identificiraju kao biseksualni proizlaze iz poricanja ili biseksualnog brisanja. Budući da njihova orijentacija nije prepoznata kao valjana, stereotipiziraju ih kao zbunjene, neodlučne, nesigurne, eksperimentiraju ili "samo prolaze kroz fazu".
Povezanost biseksualnosti s promiskuitetom proizlazi iz različitih negativnih stereotipa koji ciljaju biseksualce kao mentalno ili socijalno nestabilne ljude kojima seksualni odnosi samo s muškarcima, samo sa ženama ili samo s jednom osobom istovremeno nisu dovoljni. Ti stereotipi mogu proizaći iz kulturnih pretpostavki da su "muškarci i žene toliko različiti da je želja za jednim posve različita zvijer od želje za drugim" ("definirajuća značajka heteroseksizma"), te da "verbalizacija seksualne želje neizbježno dovodi pokušava udovoljiti toj želji ".
Kao rezultat toga, biseksualci mogu podnijeti društvenu stigmu zbog optužbi za varanje ili izdaju svojih partnera, vođenje dvostrukog života i širenje spolno prenosivih bolesti poput HIV-a/AIDS-a. Ovo pretpostavljeno ponašanje dalje se generalizira kao nepoštenje, tajnost i obmana. Biseksualci se mogu okarakterizirati kao „droljavi“, „laki“, neselektivni i nimfomani. Nadalje, oni su snažno povezani s poliamorijom, swinganjem i poligamijom, a posljednja je utvrđena heteroseksualna tradicija koju neke religije i pravne osobe sankcioniraju u nekoliko zemalja. To je unatoč činjenici da su biseksualni ljudi jednako sposobni za monogamiju ili serijsku monogamiju kao i homoseksualci ili heteroseksualci.

## Učinci
Učinci bifobije na mentalno i seksualno zdravlje na biseksualne osobe su brojni. Jedno je istraživanje pokazalo da su biseksualci često zarobljeni između binarnih elemenata heteroseksualnosti i homoseksualnosti, stvarajući oblik invalidacije oko svog seksualnog identiteta. To često dovodi do prepoznatih pokazatelja problema s mentalnim zdravljem poput niskog samopoštovanja i samopoštovanja. Ovi pokazatelji i pritisci za "odabir" seksualnog identiteta mogu, u mnogim slučajevima, dovesti do depresije jer mogu osjećati da žive u kulturi koja ne prepoznaje njihovo postojanje.
ijekom istraživanja na ženama s visokim rizikom od zaraze HIV-om, jedno istraživanje iz časopisa Journal of Bisexuality zaključilo je da su biseksualne žene u visoko rizičnoj kohorti proučavane vjerojatnije da će se baviti raznim visoko rizičnim ponašanjima i da su pod većim rizikom od ugovaranje HIV-a i drugih spolno prenosivih bolesti. Ovakva ponašanja pripisana su malo vjerojatnosti biseksualaca da o svojoj seksualnosti i pravilnoj zaštiti razgovaraju sa zdravstvenim radnicima zbog straha od presude ili diskriminacije, ostavljajući ih neobrazovanima.
Biseksualno identificirane osobe mogu se suočiti s razlikama u težim stupnjevima od svojih vršnjaka homoseksualaca i lezbijki. Primjerice, u SAD-u se mogu suočiti sa:
- Niže stope uspješnosti zahtjeva za izbjeglice; može biti slučaj i u Kanadi i Australiji[26]
- Viša razina nasilja od strane intimnih partnera[27]
- Veća vjerojatnost rizičnog ponašanja mladih među srednjoškolcima[28]
- Veća vjerojatnost anksioznosti i poremećaja raspoloženja kod biseksualnih žena i muškaraca koji prijavljuju spolni odnos s oba spola[29]
- Veća vjerojatnost da ćete živjeti s manje od 30 000 USD godišnje[30]
- Niže razine izvještavanja osjećaju se "vrlo prihvaćenima" na radnom mjestu[30]
- Niža vjerojatnost da ćete se otvoriti važnim ljudima u njihovom životu[30]

## Intersekcijske perspektive

### Ženska pitanja
Feministički stavovi o biseksualnosti uvelike se kreću, od prihvaćanja biseksualnosti kao feminističkog pitanja do odbacivanja biseksualnosti kao reakcionarne i antifeminističke reakcije do lezbijskog feminizma.
Biseksualna je žena pokrenula tužbu protiv lezbijskog feminističkog časopisa Common Lives/Lesbian Lives, navodeći diskriminaciju biseksualaca kad njezin prijavak nije objavljen.
Široko proučavani primjer lezbijsko-biseksualnog sukoba u feminizmu bio je ožujak ponosa u Northamptonu tijekom 1989. i 1993. godine, gdje su mnoge uključene feministice raspravljale o tome trebaju li biti uključeni biseksualci i je li biseksualnost kompatibilna s feminizmom. Uobičajene lezbijsko-feminističke kritike na račun biseksualnosti bile su da je biseksualnost antifeministička, da je biseksualnost oblik lažne svijesti i da su biseksualne žene koje vode odnose s muškarcima "zavarane i očajne". Međutim, napetosti između biseksualnih feministkinja i lezbijki feministica popustile su od 1990-ih, budući da su biseksualne žene postale prihvaćenije unutar feminističke zajednice.
Ipak, neke lezbijske feministkinje poput Julie Bindel još uvijek su kritične prema biseksualnosti. Bindel je žensku biseksualnost opisao kao "pomodni trend" koji se promovira zbog "seksualnog hedonizma" i pokrenuo pitanje postoji li biseksualnost. Također je napravila šaljivu usporedbe biseksualaca s ljubiteljima mačaka i štovateljima vraga.
ezbijska feministica Sheila Jeffreys u The Lesbian Heresy (1993.) piše da je, iako je mnogim feministicama ugodno raditi zajedno s homoseksualcima, neugodno komunicirati s biseksualnim muškarcima. Jeffreys navodi da iako je malo vjerojatno da će homoseksualni muškarci seksualno uznemiravati žene, biseksualni će muškarci jednako zasmetati ženama kao i heteroseksualni muškarci.
Donna Haraway bila je nadahnuće i geneza za cyberfeminizam svojim esejem iz 1985. "Manifest o kiborgu: znanost, tehnologija i socijalistički feminizam u kasnom dvadesetom stoljeću", koji je ponovno tiskan u Simians, Cyborgs and Women: The Reinvention of Nature (1991). Harawayev esej kaže da kiborg "nemaju traga biseksualnosti, prededipske simbioze ili drugim zavođenjima organske cjelovitosti konačnim prisvajanjem svih moći dijelova u više jedinstvo."

### Rasa
Iako se opća biseksualna populacija u cjelini suočava s bifobijom, to ugnjetavanje pogoršavaju i drugi čimbenici poput rase. U studiji koju je proveo Grady L Jr Garner pod nazivom Upravljanje heteroseksizmom i bifobijom: otkrivanje crne biseksualne muške perspektive, autor intervjuira 14 samoidentificiranih crnih biseksualnih muškaraca kako bi ispitao kako se nose s heteroseksizmom i bifobijom kako bi formulirao strategije suočavanja. Podaci iz intervjua otkrili su da je 33% sudionika prijavilo iskustva heteroseksizma i bifobije, dok 67% nije. Objašnjava da internalizacija negativnih sociokulturnih poruka, reakcija i stavova može biti nevjerojatno uznemirujuća jer su biseksualni crnci pokušali prevesti ili transformirati ta negativna iskustva u pozitivna biseksualna identiteta koja podržavaju identitet.